# Niditinea tugurialis
Niditinea tugurialis är en fjärilsart som beskrevs av Edward Meyrick 1932. Niditinea tugurialis ingår i släktet Niditinea och familjen äkta malar. Inga underarter finns listade i Catalogue of Life.